# Воїнственський Михайло Анатолійович
Воїнственський Михайло Анатолійович (14 лютого 1916 р., м. Київ — † 3 жовтня 1996 р., м. Київ) — доктор біологічних наук, професор, радянський зоолог, еволюціоніст, природоохоронний діяч.

## Біографія
М. А. Воїнственський народився 14 лютого 1916 р. у м. Київ, його мати була вчителем, батько — лікарем.
Закінчив школу у м. Києві у 1930 р., в 1931—1932 рр. навчався в Київському агрономічному технікумі.
Протягом 1933—1938 рр. навчався на біологічному факультеті Київського державного університету. Його вчителями були В. М. Артоболевський, І. І. Шмальгаузен, М. М. Воскобойников.
У 1938 р. М. А. Воїнственський поступає до аспірантури при Зоологічному музеї Київського університету. У цей час він займається вивченням екології та систематики синиць, підкоришників та повзиків фауни України. Захистити дисертацію завадила німецько-радянська війна.
У 1941—1944 рр. Михайло Анатолійович у лавах Радянської армії. З 1944 р. повертається на роботу в Київський університет, у 1946 р. захищає кандидатську дисертацію, матеріали якої лягли у основу монографії «Пищухи, поползни, синицы УССР» (1949). Після 1946 р. він працює старшим викладачем, а з 1949 р. — доцентом університету.
Докторська дисертація, захищена у 1956 р., була присвячена орнітофауні степової зони Європейської частини СРСР (тема: «Современное состояние и происхождение орнитофауны степной зоны Европейской части СССР»). Її матеріали лягли у основу монографії, опублікованої у 1960 р.
У 1956 р. був призначений на посаду завідувача музейним сектором Інституту зоології АН УРСР, у 1959 р. сектор був реорганізований у Зоомузей та відділ хребетних тварин (нині — частина Національного науково-природничого музею НАН України), у якому М. А. Воїнственський працював усі наступні роки, тривалий період очолюючи його.
У 1960 р. йому було присуджене звання професора. З 1963 року працював заступником директора з науки Інституту зоології, згодом був кілька років директором Центрального науково-природничого музею АН УРСР.
Підготував понад 40 аспірантів, під його керівництвом було захищено десятки дисертацій.

### Робота в наукових товариствах та громадських організаціях
Протягом 1963—1982 рр. був головою Українського товариства охорони природи.
Багато років очолював Українське орнітологічне товариство ім. К. Кесслера, яке об'єднувало науковців, як співробітників академічних установ, так і природничих факультетів вишів та наукових відділів природних заповідників.
Проте, віддавав належне і популяризації знань про птахів, і тому був першим президентом Українського товариства охорони птахів (УТОП), а з часом і його почесним президентом.

### Відзнаки
За великі заслуги у розвитку науки йому було присуджене звання «Заслужений діяч науки».
Нагороджений «Золотою медаллю» Виставки досягнень народного господарства СРСР.

### Хобі, подорожі
Справжніми хобі М. А. Воїнственського були полювання, риболовля, фотографування.
Багато подорожував по Радянському Союзу, йому вдалося побувати не тільки у різних куточках України, а також на Кавказі, Тянь-Шані, в Хібінах, на Уралі, Памірі, Іранському нагір'ї; на узбережжях Баренцового, Білого, Балтійського, Чорного, Азовського та Каспійського морів.

## Наукові інтереси
Екологія птахів, систематика птахів, зоогеографія, палеонтологія (палеоорнітологія), охорона птахів, еволюційна теорія, вчення про біосферу.

## Публікації
М. А. Воїнственський автор понад 200 публікацій.
Основні з них:
- Воинственский М. А. Пищухи, поползни, синицы УССР: біологія, систематика, хозяйственное значение. — К.: КГУ, 1949.
- Воинственский М. А. Птицы степной полосы Европейской части СССР. Современное состояние орнитофауны и ее происхождение. — К.: АН УССР, 1960. — 289 с.
- Воїнственський М. А., Кістяківський О. Б. Визначник птахів УРСР. — К.: Рад. школа, 1962. — 371 с.
- Воїнственський М. А. Птахи. — К.: Рад. школа, 1984.
- Воинственский М. А. Системный отбор и его роль в эволюции. — К.: Институт зоологии АН УССР, 1996.